# NGC 4350
NGC 4350 is een lensvormig sterrenstelsel in het sterrenbeeld Hoofdhaar. Het hemelobject werd op 21 maart 1784 ontdekt door de Duits-Britse astronoom William Herschel.

## Synoniemen
- UGC 7473
- MCG 3-32-23
- ZWG 99.38
- ARAK 362
- VCC 685
- PGC 40295